# Dasylirion gentryi
Dasylirion gentryi là một loài thực vật có hoa trong họ Măng tây. Loài này được Bogler mô tả khoa học đầu tiên năm 1998.